# Тереньюр
Тереньюр (англ. Terenure; ирл. Tír an Iúir) — городской район Дублина в Ирландии, находится в административном графстве Дублин (провинция Ленстер). Население — 20 человек (по приближённой оценке).